# ティム・ブラウン
ティム・ブラウン（Timothy Brown、1981年3月6日 - ）は、ニュージーランドの元サッカー選手。元ニュージーランド代表。ポジションはミッドフィールダー。

## 来歴
2004年にニュージーランド代表デビュー。2010 FIFAワールドカップ・オセアニア予選にも多く出場、7大会ぶりのFIFAワールドカップ出場権を獲得した。出場機会は無かったが、2010 FIFAワールドカップのメンバーにも選出された。2012年までに31試合に出場した。

## 代表歴

### 出場大会
- ニュージーランド代表
  - 2010 FIFAワールドカップ

### 試合数
- 国際Aマッチ 31試合 0得点（2004年-2012年）[1]

| ニュージーランド代表 | 国際Aマッチ | 国際Aマッチ |
| 年                   | 出場        | 得点        |
| -------------------- | ----------- | ----------- |
| 2004                 | 1           | 0           |
| 2005                 | 1           | 0           |
| 2006                 | 6           | 0           |
| 2007                 | 5           | 0           |
| 2008                 | 1           | 0           |
| 2009                 | 9           | 0           |
| 2010                 | 5           | 0           |
| 2011                 | 2           | 0           |
| 2012                 | 1           | 0           |
| 通算                 | 31          | 0           |